# NCIS (ötödik évad)
Az itt található lista az NCIS című televíziós sorozat ötödik évadjának epizódjait tartalmazza.
| Eredeti cím | Eredeti bemutató     | Magyar cím       | Magyar bemutató    | #    |
| --- | -------------------- | ---------------- | ------------------ | ---- |
| Bury Your Dead | 2007. szeptember 25. | Apák napja       | 2008. november 24. | 5x01 |
| Kiderül, hogy Jeanne apja nem más, mint La Grenouille. Tony autója felrobban, miközben La Grenouille limuzinját követi. A felrobbant autóban egy összeégett holttestet találnak, Tony fegyverével és irataival. Gibbsnek, Zivának és McGee-nek ki kell derítenie, hogy valóban Tony ült-e az autóban.                                                                                    |                      |                  |                    |      |
| Family | 2007. október 2.     | Család           | 2008. december 1.  | 5x02 |
| Egy tengerészgyalogos karambolozik és szerencsésen túléli az ütközést, de a karambol után lelövik őt. A másik kocsiban utazó nő meghal, de látszólag már halottan ült be a kocsiba. A nőről kiderül, hogy egy hírhedt szélhámos, aki sok embert vert már át, és ráadásul a közelmúltban született meg gyermeke.                                                                          |                      |                  |                    |      |
| Ex-File | 2007. október 9.     | Ex-akták         | 2008. december 8.  | 5x03 |
| Egy tengerészgyalogost szigonnyal a mellkasában találnak meg. A nyomozást nem Gibbs vezeti, hanem barátnője, ráadásul a gyanúsítottak közé kerül Gibbs egyik exneje, Stephanie is. Mivel a nyomozást nem Gibbs vezeti, egy ellenőrt küldenek Abby mellé, aki McGee „vetélytársa” lesz.                                                                                                   |                      |                  |                    |      |
| Identity Crisis | 2007. október 16.    | Személyiségzavar | 2008. december 15. | 5x04 |
| Dr. Mallard épp előadást tart az emberi testről egy hullán, amikor kiderül, hogy az ismeretlen férfi nem természetes halált halt, hanem higanyt injekcióztak az agyába. A halottról korábban a rendőrség azt állapította meg, hogy a saját hányásába fulladt bele, és azonosítani sem tudták a körülbelül ötvenéves fekete férfit. Végül a csapat az FBI segítségével megoldja az ügyet. |                      |                  |                    |      |
| Leap of Faith | 2007. október 23.    | Halálugrás       | 2008. december 22. | 5x05 |
| Egy tengerészgyalogos le akar ugrani egy épület tetejéről felesége miatt. Gibbs mindent megtesz hogy élve lehozza a katonát a tetőről, de amikor sikerül meggyőznie arról, hogy ne legyen öngyilkos, lelövik a katonát. |                      |                  |                    |      |
| Chimera | 2007. október 30.    | Kiméra           | 2009. február 2.   | 5x06 |
| Egy katonai hajón rejtélyes körülmények között meghal egy tengerbiológus, Gibbs és csapata a hajóra érkezik, hogy kiderítsék, hogy mi vagy ki ölte meg a tengerészt. Mikor azonban a fedélzetre érkeznek, üresen találják a hajót. Kiderül, hogy a legénység elmenekült, és a halott tengerbiológust egy veszélyes vírus ölte meg. Kalózok jönnek a fedélzetre és lebombázzák a hajót.   |                      |                  |                    |      |
| Requiem | 2007. november 6.    | Rekviem          | 2009. február 9.   | 5x07 |
| Egy lány tűnik fel az NCIS irodájában, és Gibbset keresi. Kiderül, hogy a lány Gibbs halott lányának, Kellynek volt a barátnője. Azért kereste fel Gibbset, mert egy katona zaklatja őt. Gibbs elintézi a katonát, de a lányt később elrabolják. A nyomok egy régi gyárépületbe vezetnek.                                                                                                |                      |                  |                    |      |
| Designated Target | 2007. november 13.   | Célba lövés      | 2009. február 16.  | 5x08 |
| Egy admirálist megölnek egy taxiban a sofőrrel együtt. Gibbs és csapata rájön, hogy a célpont nem az admirális volt, hanem a sofőr. A sofőr Burundiból származott, és hét éve jött az Egyesült Államokba. Kiderül, hogy nem ő az első burundi taxisofőr, akit ugyanolyan körülmények között öltek meg.                                                                                   |                      |                  |                    |      |
| Lost and Found | 2007. november 20.   | Túlélés          | 2009. február 23.  | 5x09 |
| Abby egy cserkész csoportot vezet körbe a laborjában, amikor az AFIS ujjlenyomat-azonosítón találomra ellenőrzi egy kiscserkész ujjlenyomatát. Az AFIS azonosítja, és kiderül, hogy a gyereket elrabolták. Gibbsnek és csapatának sikerül azonosítani a gyerek apját, akit gyilkosság vádjával köröz a rendőrség.                                                                        |                      |                  |                    |      |
| Corporal Punishment | 2007. november 27.   | Rossz vér        | 2009. március 2.   | 5x10 |
| Egy tizedes megszökik a haditengerészet kórházából. Sürgősen meg kell találni, mert ezüst csillag kitüntetésre terjesztették fel. A katona viszont látszólag megőrült, elrabolta egyik orvosát, és szökésben van. Miután elkapják őt, kiderül, hogy szteroidokkal van tele a szervezete.                                                                                                 |                      |                  |                    |      |
| Tribes | 2008. január 15.     | Törzsek          | 2009. március 9.   | 5x11 |
| Egy arab tengerészt megölnek egy mecsettől 2 saroknyira. Látszólag rablótámadás, mert eltűnt minden értéke. Dr. Mallardnak nehezére esik felboncolni az illetőt a katona vallása miatt. Kiderül, hogy több arab származású katonát is megöltek az elmúlt időszakban, mert nem voltak hajlandóak terroristának állni.                                                                     |                      |                  |                    |      |
| Stakeout | 2008. április 8.     | Megfigyelés      | 2009. március 16.  | 5x12 |
| Gibbs és csapata egy raktárat figyel meg, ahol egy ellopott radart tárolnak. A megfigyelést egy névtelen e-mail alapján végzik, hogy elkapják a tolvajokat, azonban egy embert megölnek a raktár mellett, ráadásul a radart is sikerült észrevétlenül kicsempészni a raktárból. |                      |                  |                    |      |
| Dog Tags | 2008. április 15.    | Kutyaszorítóban  | 2009. március 23.  | 5x13 |
| Gibbs és csapata egy drogcsempészettel gyanúsított tengerész házához érkezik, amikor McGee-t megtámadja egy kutya. A házban megtalálják a katonát, akit látszólag egy kutya ölt meg. A gyanúsított a kutya lesz, de Abby meg van győződve ártatlanságáról, ezért mindent megtesz, hogy tisztázza a kutyát. Abby elnevezi a kutyát Jethrónak, és McGee örökbefogadja.                     |                      |                  |                    |      |
| Internal Affairs | 2008. április 22.    | Belügyek         | 2009. március 30.  | 5x14 |
| Az NCIS épületét ellepik az FBI emberei. La Grenouille gyilkosa után nyomoznak, és mivel az igazgatónőnek és Tonynak kapcsolata volt vele, gyanússá válik Gibbs és csapata is. Miután mindenkit kihallgatnak, Gibbs, Ziva, McGee és Dr. Mallard elmennek Gibbs házába, hogy elkezdjenek maguk is nyomozni La Grenouille gyilkosa után. Kiderül, hogy a fő gyanúsított Tony.              |                      |                  |                    |      |
| In the Zone | 2008. április 29.    | A zóna           | 2009. április 6.   | 5x15 |
| Egy katonát megölnek Irakban, és a katona felesége kiharcolja, hogy az ügyet a washingtoni NCIS vizsgálja. Az igazgatóhelyettes kiküldi Tonyt és Nikkit Irakba, hogy kiderítsék ki ölte meg a századost. Eközben Gibbs, Ziva és McGee Washingtonban nyomoz, hogy kinek állt szándékában megölni a katonát.                                                                               |                      |                  |                    |      |
| Recoil | 2008. május 6.       | Kattanás         | 2009. április 20.  | 5x16 |
| Egy sorozatgyilkos után nyomoznak, Ziva beépül. Mikor Tony megtalálja az ötödik áldozatot a férfi lakásán, Zivának szólnak, hogy letartóztatják a férfit. A gyilkos rájön, hogy Ziva beépített ember, ezért le akarja lőni őt, de Ziva lefegyverzi. Kiderül, hogy nem egy gyilkos van, hanem kettő.                                                                                      |                      |                  |                    |      |
| About Face | 2008. május 13.      | Arcátlanság      | 2009. április 27.  | 5x17 |
| Egy építkezésen találnak egy hullát, miközben Dr. Mallard lemegy, hogy felhozza a hordágyat, Mr. Palmer talál egy útlevelet az áldozatnál. Palmer csak egy pillanatra nem figyel, és az útlevél eltűnik, Palmer elkezdi üldözni a tolvajt, de az rálő. Gibbs és csapata mindent bevet, hogy Palmer azonosítani tudja a tolvajt.                                                          |                      |                  |                    |      |
| Judgment Day (Part 1) | 2008. május 20.      | Végítélet 2/1.   | 2009. május 4.     | 5x18 |
| Decker különleges ügynök szívrohamban meghal, Shepard igazgatónő személyesen is részt vesz a temetésén, ahol elhangzik az Oshimaida név, Shepardnak ismerősen cseng, ezért elkezd nyomozni. Az igazgatónőt elkíséri Tony és Ziva is, de parancsot ad nekik, hogy lazítsanak, majd Franks segítségét kéri.                                                                                |                      |                  |                    |      |
| Judgment Day (Part 2) | 2008. május 20.      | Végítélet 2/2.   | 2009. május 11.    | 5x19 |
| Tony és Ziva az igazgatónőt keresik, aki Franksszel egy régi sivatagi büfében keresi a nyomokat, amiket Decker helyezett el. Svetlana emberei megtalálják Shepard igazgatónőt és Frankset, és tűzpárbaj kezdődik. Az igazgatónő meghal, és csak Franks éli túl a találkozást. Az NCIS élére új igazgatót helyeznek, Lion Vance-t, aki szétszedi a csapatot.                              |                      |                  |                    |      |